# Félix Denayer (peintre)
Pour les articles homonymes, voir Denayer.
Ne doit pas être confondu avec Félix Denayer.
Félix Denayer, né le 13 janvier 1875 à Ixelles et mort à Paris le 27 novembre 1934, est un peintre belge.

## Biographie
Élève de Jean-François Portaels à l'Académie royale des beaux-arts de Bruxelles, membre du Sillon, il expose aux Salons de Bruxelles, Anvers, Gand et Liège ainsi qu'au Salon des indépendants, à la Société nationale des beaux-arts, au Salon d'automne dont il est sociétaire et dans des Galeries telles Devambez et Bernheim.
A la rétrospective des Indépendants de 1926 il présente les toiles Le Moissonneur, Paysanne, Le Quai et Le Moulin.
Ses œuvres sont conservées au Musée des beaux-arts du Havre.
Le prix Félix Denayer décerné annuellement par l'Académie royale de langue et de littératures françaises à « un auteur belge, pour une œuvre en particulier ou pour l'ensemble de son œuvre » de 1956 à 2014 porte son nom.